# Адольф Кун
Адольф Кун (нім. Adolf Kuhn, 1826, Крешовиці — 30 листопада 1914, Львів) — архітектор. 

## Життєпис
Народився в родині краківського скульптора Фердинанда Куна. Навчався у Кракові, пізніше у Франції. Від 1849 року працював у будівельному департаменті краківського магістрату. 1867 року оселився у Львові. Від 1878 року член Політехнічного товариства у Львові, у 1882 році входив до його правління. Член Товариства уповноважених будівничих. Належав до Галицької інженерної палати. Двічі обирався її головою. Від 1903 року — почесний член. Член Галицького господарського товариства. Входив до складу журі конкурсів проєктів костелу святої Єлизавети у Львові (1903), будинку Політехнічного товариства (1905). Заснував власне проєктне бюро. Проєктував будівлі у різних напрямках історизму. Помер у Львові, похований на Личаківському цвинтарі.

## Роботи
- Палац Сапігів на вулиці Коперника у Львові (1867).
- Неоготичний житловий будинок на нинішній вулиці Стефаника, 11 у Львові.
- Корпуси психіатричної лікарні на Кульпаркові у Львові (1867—1876).
- Відбудова монастиря бернардинів у Сокалі.
- Костел у Делятині.
- Костел у Трускавці (1859, 1860).
- Костел у селі Корналовичі.
- Відбудова веж костелу бернардинського монастиря під Сокалем після пожежі 1870 року[9].
- Неоготичний костел в Озерянах (1870—1876)[10].
- Костел у селі Більче-Золотому (1878—1880).
- Костел у Любачеві (1884). Тринавовий храм, спроєктований у неороманському стилі для відносно широкої і короткої ділянки[11].
- Перебудова у стилі історизму кам'яниці на нинішній вулиці Винниченка, 10 у Львові (1890)[12].

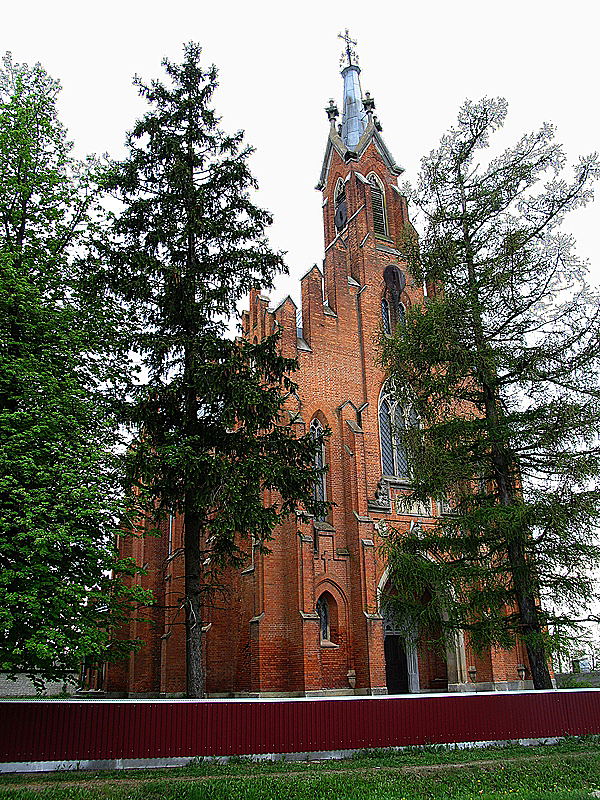
Костел в Озерянах
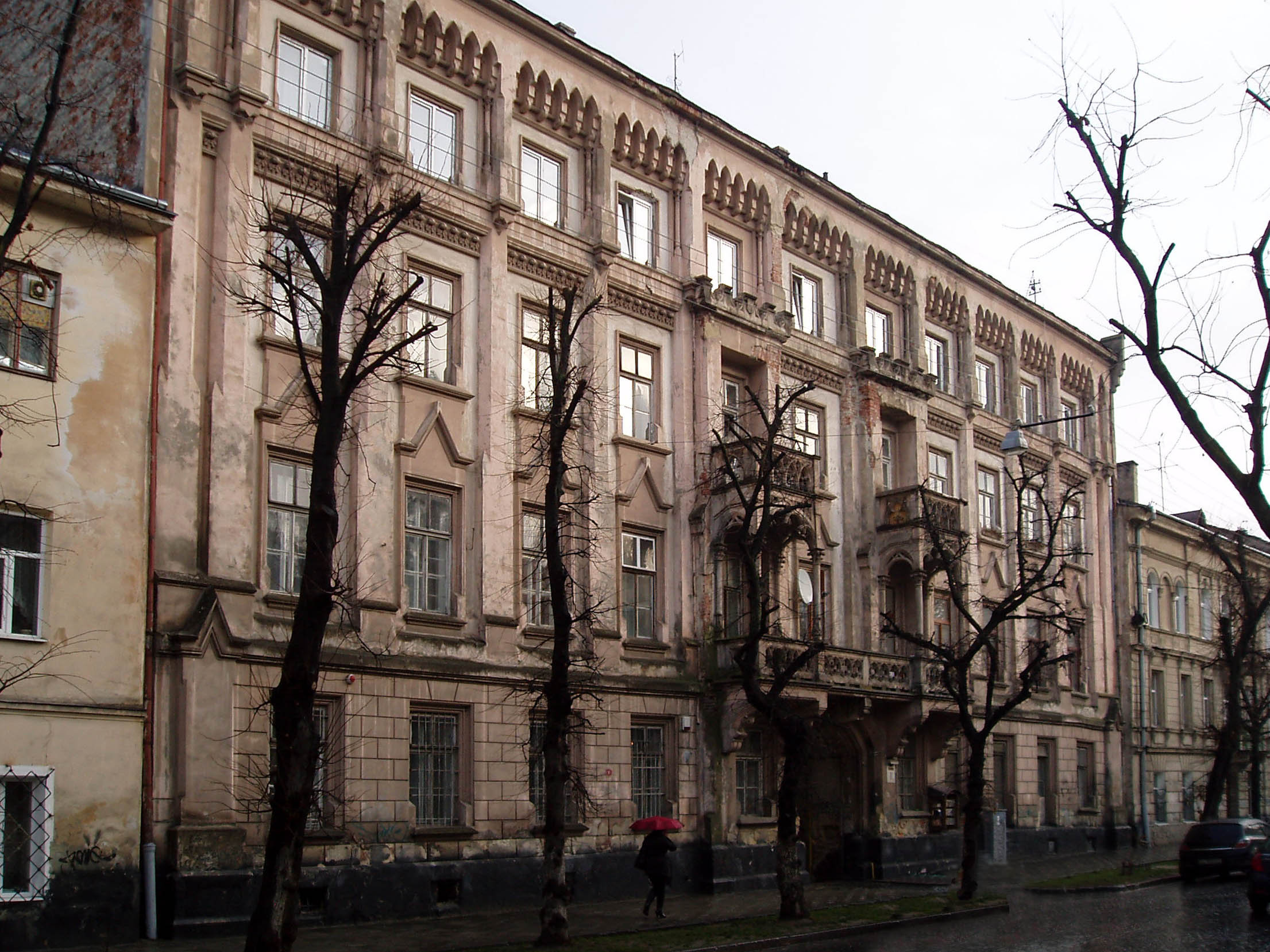
Дім на вулиці Стефаника у Львові
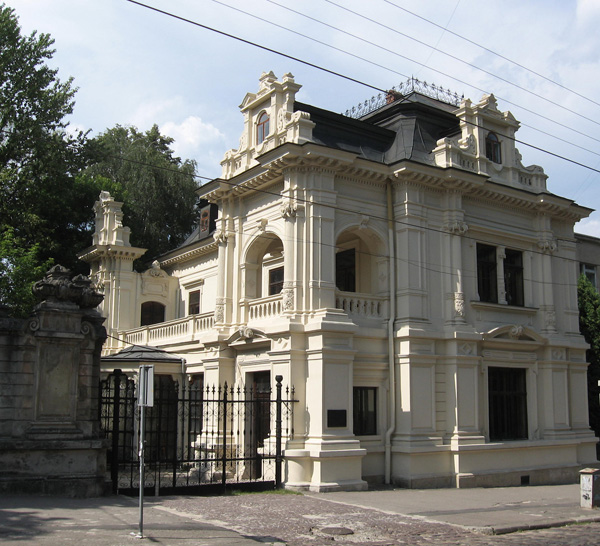
Палац Сапігів